# NOS Alive
 (mai 2024).
NOS Alive, anciennement Optimus Alive!, ou Alive!, est un festival de musique regroupant des artistes rock, pop, hip-hop et electro. Il a été créé en 2007 au Portugal et se déroule sur la Promenade de Algés, à Oeiras, dans la banlieue de Lisbonne, au Portugal.

## Programmations

### 2007
- 8 juin : Pearl Jam, Linkin Park, The Used, Blasted Mechanism, The Sounds, The Rakes, Loto, Oioai
- 9 juin : The Smashing Pumpkins, The White Stripes, Balla (en), Dezperados, The Dead 60s, Capitão Fantasma, Plastica, Dapunk Sportif
- 10 juin : Beastie Boys, Da Weasel, Wraygunn, Nigga Poison, The Vicious 5, Buraka Som Sistema, Sam the Kid, Matisyahu

### 2008
- 10 juillet : Rage Against the Machine, Gogol Bordello, Cansei de Ser Sexy, The National, Spiritualized
- 11 juillet : Within Temptation, Bob Dylan, The John Butler Trio, Ed Banger Records (SebastiAn, Busy P, DJ Mehdi, So Me, Feadz, Uffie, DSL, Kavinsky)
- 12 juillet : Neil Young, Ben Harper, Donavon Frankenreiter, Gossip, The Hives

### 2009
- 9 juillet: Metallica, Machine Head, Mastodon, Slipknot, Lamb of God, TV on the Radio, Klaxons, Crystal Castles, Erol Alkan, Delphic.
- 10 juillet: The Ting Tings, Late of the Pier, The Gaslight Anthem, Hadouken!, Does It Offend You, Yeah?, Prodigy, Placebo, Eagles of Death Metal, The Kooks, Os Pontos Negros.
- 11 juillet: Dave Matthews Band, Chris Cornell, The Black Eyed Peas, Los Campesinos!, Fischerspooner, Trouble Andrew, A Silent Film, Lykke Li, Ghostland Observatory

### 2010
- 8 juillet : Faith No More, Kasabian, Alice in Chains, Moonspell, Biffy Clyro, Burns (en), Calvin Harris, La Roux, The xx, Florence and the Machine, Devendra Banhart, The Drums, Local Natives, Tiga
- 9 juillet : Deftones, Skunk Anansie, Manic Street Preachers, Mão Morta, JET, Steve Aoki, The Bloody Beetroots, Booka Shade, Gossip, New Young Pony Club, The Maccabees, Holy Ghost!, Hurts
- 10 juillet : Pearl Jam, LCD Soundsystem, Gogol Bordello, Dropkick Murphys, Gomez, Boys Noize, Crookers, Simian Mobile Disco, Peaches, The Big Pink, Miike Snow, Sean Riley & The Slowriders, Girls, The BellRays

### 2011
- 6 juillet : Coldplay, Blondie, Grouplove, The Twilight Singers, Example, Patrick Wolf, These New Puritans, Anna Calvi, James Blake, Mona, Avi Buffalo, The Naked and Famous
- 7 juillet : Foo Fighters, Iggy and The Stooges, Xutos & Pontapés, My Chemical Romance, Jimmy Eat World, The Bloody Beetroots, Teratron, Kele Okereke, Os Golpes, Primal Scream, Bombay Bicycle Club, Seasick Steve, Everything Everything, Crocodiles, Diplo, Goose
- 8 juillet : The Chemical Brothers, Thirty Seconds to Mars, You Me at Six, The Pretty Reckless, Klepht, Digitalism, Slimmy, Thievery Corporation, Grinderman, Fleet Foxes, Angus & Julia Stone, Friendly Fires, Massay, Steve Aoki
- 9 juillet : Jane's Addiction, Duck Sauce, Paramore, Kaiser Chiefs, White Lies, Lululemon, A-Trak, FakeBlood, Orelha Negra, Diabo na Cruz, TV on the Radio, Foals, Linda Martini, Wu Lyf, Stereopack, Boys Noize, Erol Alkan, Spank Rock, Mr. Oizo

### 2012
- 13 juillet : Justice, The Stone Roses, Snow Patrol, Refused, Danko Jones, Death in Vegas, Zola Jesus, Buraka Som Sistema, Santigold, LMFAO, Miuda, Dum Dum Girls, The Parkinsons, Royal Blasphemy, Brodinski
- 14 juillet : The Cure, Morcheeba, Mumford & Sons, Noah and the Whale, We Trust, Blasted Mechanism, Sebastian, Katy B, Tricky, Awolnation, The Antlers, Here We Go Magic, Big Deal, Lisa Hannigan
- 15 juillet : Radiohead, Caribou, The Kooks, Paus, Metronomy, The Kills, SBTRKT, Mazzy Star, The Maccabees, Warpaint, Miles Kane, Eli “Paperboy” Reed

### 2013
- 12 juillet : Green Day, Steve Aoki, Two Door Cinema Club, Biffy Clyro, Stereophonics, Vampire Weekend, Crystal Fighters, Marky Ramone’s Blitzkrieg, Edward Sharpe and the Magnetic Zeros, Dead Combo, Japandroids, Deap Vally, Jamie N Commons, Quelle Dead Gazelle, Disclosure
- 13 juillet : Depeche Mode, 2 Many DJ's, Editors, Jurassic 5, OQuestrada, Crystal Castles, Hercules and Love Affair, The Legendary Tigerman, Jamie Lidell, Capitão Fausto, Rhye, Wild Belle, DIIV Oeiras Band Sessions, Flume
- 14 juillet : Kings of Leon, Phoenix, Tame Impala, Jake Bugg, Linda Martini, The Bloody Beetroots, Django Django, Band of Horses, alt-J, Twin Shadow, Of Monsters and Men, Brass Wires Orchestra, Tribes, Capitão Ortense

### 2014
- 10 juillet : Arctic Monkeys, Interpol, Imagine Dragons, The Lumineers, Ben Howard, Booka Shade, Parov Stelar Band, Kelis, Tiago Bettencourt, Elbow, The 1975, Temples, Noiserv, Jacarés, Jamie XX
- 11 juillet : The Black Keys, Buraka Som Sistema, MGMT, The Last Internationale, The Vicious Five, Caribou, SBTRKT, Au Revoir Simone, We Trust, Sam Smith, Parquet Courts, For Pete Sake, Russian Red, Allen Stone, Diplo, Boys Noize
- 12 juillet : The Libertines, Foster the People, Bastille, The Black Mamba, Nicolas Jaar, Chet Faker, Daughter, PAUS, Unknown Mortal Orchestra, The War on Drugs, Cass McCombs, Tom Mash, The 7Riots

### 2015
- 9 juillet : Muse, alt-J, Ben Harper & The Innocent Criminals, James Bay, The Wombats, Flume, Django Django, Cavaliers of Fun, Metronomy, Capitão Fausto, Young Fathers, Señores, Galgo, Tiga
- 10 juillet : The Prodigy, Mumford & Sons, Sheppard, Marmozets, Blasted Mechanism, Róisín Murphy, James Blake, Future Islands, The Ting Tings, Kodaline, Bleachers, Cold Specks, Bear’s Den, Daniel Kemish
- 11 juillet : Disclosure, Chet Faker, Sam Smith, Counting Crows, HMB, Chromeo, Flight Facilities, Azealia Banks, The Jesus and Mary Chain, Mogwai, Dead Combo, Sleaford Mods, Soldier’s Heart, That Rebellion, Miss Kittin

### 2016[1]
- NOS Stage
  - 7 juillet : The Chemical Brothers, Pixies, Robert Plant and the Sensational Space Shifters, Biffy Clyro, The 1975
  - 8 juillet : Radiohead, Tame Impala, Foals, Years & Years
  - 9 juillet : Arcade Fire, M83, Band Of Horses, Agir, Vetusta Morla
- Heineken Stage
  - 7 juillet : Wolf Alice, John Grant, Vintage Trouble, 2 Many DJ's (DJ Set), Soulwax, Sean Riley & The Slowriders, L.A., The Happy Mess
  - 8 juillet : Hot Chip, Two Door Cinema Club, Father John Misty, Courtney Barnett, Jagwar Ma, Carlão, Soulvenir
  - 9 juillet : Ratatat, Grimes, Calexico, José González, Little Scream, PAUS, Four Tet, Them Flying Monkeys
- NOS Clubbing
  - 7 juillet : Junior Boys, Branko, SG Lewis, Bob Moses, Xinobi, Throes + The Shine, Baywaves
  - 8 juillet : NBC - Sir Scratch & Bob da Rage Sense, Mundo Segundo & Sam The Kid, Da Chick, HMB - DJ Kamala & Filipe Gonçalves, MGDRV, Rocky Marsiano & Meu Mamba Sound, DJ Kamala, Vizinhos do Lado
  - 9 juillet : Boys Noize, Club cheval, Mirror People, Francis Dale, Isaura, HANA, Whales
- Comedy Stage
  - 7 juillet : John Cooper Clarke, Salvador Martinha feat. Tatanka, Môce Dum Cabreste, Pedro Figueiredo, Carlos Vidal, Soraia Carrega
  - 8 juillet : Pedro Tochas, João Seabra, Diogo Batáguas, David Almeida, Joana Machado, Inês Aires Pereira
  - 9 juillet : Top Genius - Nuno Markl & Vasco Palmeirim, Altos e Baixos - Joana Marques & Daniel Leitão, António Machado, Planeta Fluffen, João Paulo Sousa, Rita Camarneiro

### 2024
| jeudi 11 juillet | vendredi 12 juillet | samedi 13 juillet                                                                               |
| --- | --- | ----------------------------------------------------------------------------------------------- |
| - Arcade Fire - The Smashing Pumpkins - Benjamin Clementine - Black Pumas - Jessie Ware - Kenya Grace - Moullinex Δ GPU Panic - Nothing But Thieves - Parcels - Unknown Mortal Orchestra | - Dua Lipa - Tyla - Ashnikko - Aurora - Floating Points - Gloria Groove - Larkin Poe - Michael Kiwanuka - Nathaniel Rateliff & The Night Sweats - The Heavy - T-Rex - Genesis Owusu - Jüra - Tourist | - Pearl Jam - Sum 41 - Alec Benjamin - Khruangbin - Sofi Tukker - The Breeders - The Cat Empire |